# Susanville (Kalifornia)
Susanville város az USA Kalifornia államában. Lakosainak száma 16 728 fő (2020. április 1.).

## Népesség
A település népességének változása:

| 2010 | 17 947 |
| 2020 | 16 728 |